# The Bonnie Blue Flag
«The Bonnie Blue Flag» (en español La hermosa bandera azul) es una canción militar de 1861 asociada a los Estados Confederados de América. La letra fue escrita por Harry McCarthy, natural del Úlster, habiendo sido la melodía extraída de la canción "The Irish Jaunting Car". El título de la canción hace referencia a la primera bandera no oficial de la Confederación, la "hermosa bandera azul de una sola estrella".
Existe polémica sobre la versión definitiva de la letra. En algunos casos la diferencia no alcanza más de unas líneas.

## Letra
We are a band of brothers and native to the soil
Fighting for our Liberty, With treasure, blood and toil
And when our rights were threatened, the cry rose near and far
Hurrah for the Bonnie Blue Flag that bears a single star!
Chorus:
Hurrah! Hurrah!
For Southern rights, hurrah!
Hurrah for the Bonnie Blue Flag that bears a single star.
As long as the Union was faithful to her trust
Like friends and brethren, kind were we, and just
But now, when Northern treachery attempts our rights to mar
We hoist on high the Bonnie Blue Flag that bears a single star.
Chorus
First gallant South Carolina nobly made the stand
Then came Alabama and took her by the hand
Next, quickly Mississippi, Georgia, and Florida
All raised on high the Bonnie Blue Flag that bears a single star.
Chorus
Ye men of valor gather round the banner of the right
Texas and fair Louisiana join us in the fight
Davis, our loved President, and Stephens statesmen are
Now rally round the Bonnie Blue Flag that bears a single star.
Chorus
Now here's to brave Virginia, the old Dominion State,
With the young Confederacy at last has sealed her fate,
And spurred by her example, now other states prepar'
To hoist high the bonnie blue flag that bears a single star.
Chorus
Then cheer, boys, cheer, raise a joyous shout
For Arkansas and North Carolina now have both gone out,
And let another rousing cheer for Tennessee be given,
The single star of the Bonnie Blue Flag has grown to be eleven.
Chorus
Then here's to our Confederacy, strong we are and brave,
Like patriots of old we'll fight, our heritage to save;
And rather than submit to shame, to die we would prefer,
So cheer for the Bonnie Blue Flag that bears a single star.
Chorus

## Traducción

La bandera referida en la letra de la canción

Somos hermanos y nativos de la tierra
Luchando por nuestra libertad, con trabajo, sangre y sudor
Y cuando nuestros derechos fueron amenazados, un grito surgió de cerca y lejos
¡Hurra la hermosa bandera azul de una sola estrella!
Estribillo
¡Hurra! ¡Hurra!
¡Hurra por los derechos del Sur!
¡Hurra la hermosa bandera azul de una sola estrella!
Mientras la Unión fue fiel a su palabra
Como amigos, hermanos, y justos fuimos
Pero ahora, cuando la traición norteña nuestros derechos intenta malograr
Alzamos la hermosa bandera azul de una sola estrella
Estribillo
Primero la galante Carolina del Sur marcó noblemente su posición
Después vino Alabama y la tomó de la mano
Enseguida, rápidamente Misisipi, Georgia y Florida
Todos alzarán la hermosa bandera azul de una sola estrella
Estribillo
Hombres valientes se reúnen en torno a la bandera de los justos
Texas y la justa Luisiana se unieron a nuestra lucha
Jefferson Davis, nuestro amado presidente, y Stephens son los estadistas
Ahora reunidos en torno a la hermosa bandera azul de una sola estrella
Estribillo
Ahora la valiente Virginia, el viejo Dominio
A la joven Confederación ha unido su destino
Y animados por su ejemplo, otros estados se preparan
Para levantar alto la hermosa bandera azul de una sola estrella
Estribillo
Y ahora alegraos, muchachos, gritad de júbilo
Porque Arkansas y Carolina del Norte, ambos han salido
Y otro vítor más por Tennessee sea dado
La estrella de la hermosa bandera azul a once ha llegado.
Estribillo
Y por nuestra Confederación fuertes y bravos aquí estamos
Como los patriotas de antaño lucharemos, para salvar nuestra herencia
Y antes que caer en la vergüenza, morir prefiramos
Así que alegrémonos por la hermosa bandera azul de una sola estrella
Estribillo
- Datos: Q2298448